# 20317 Hendrickson
A 20317 Hendrickson (ideiglenes jelöléssel 1998 FD144) a Naprendszer kisbolygóövében található aszteroida. LINEAR fedezte fel 1998. március 29-én.